# Monitoring (Tontechnik)

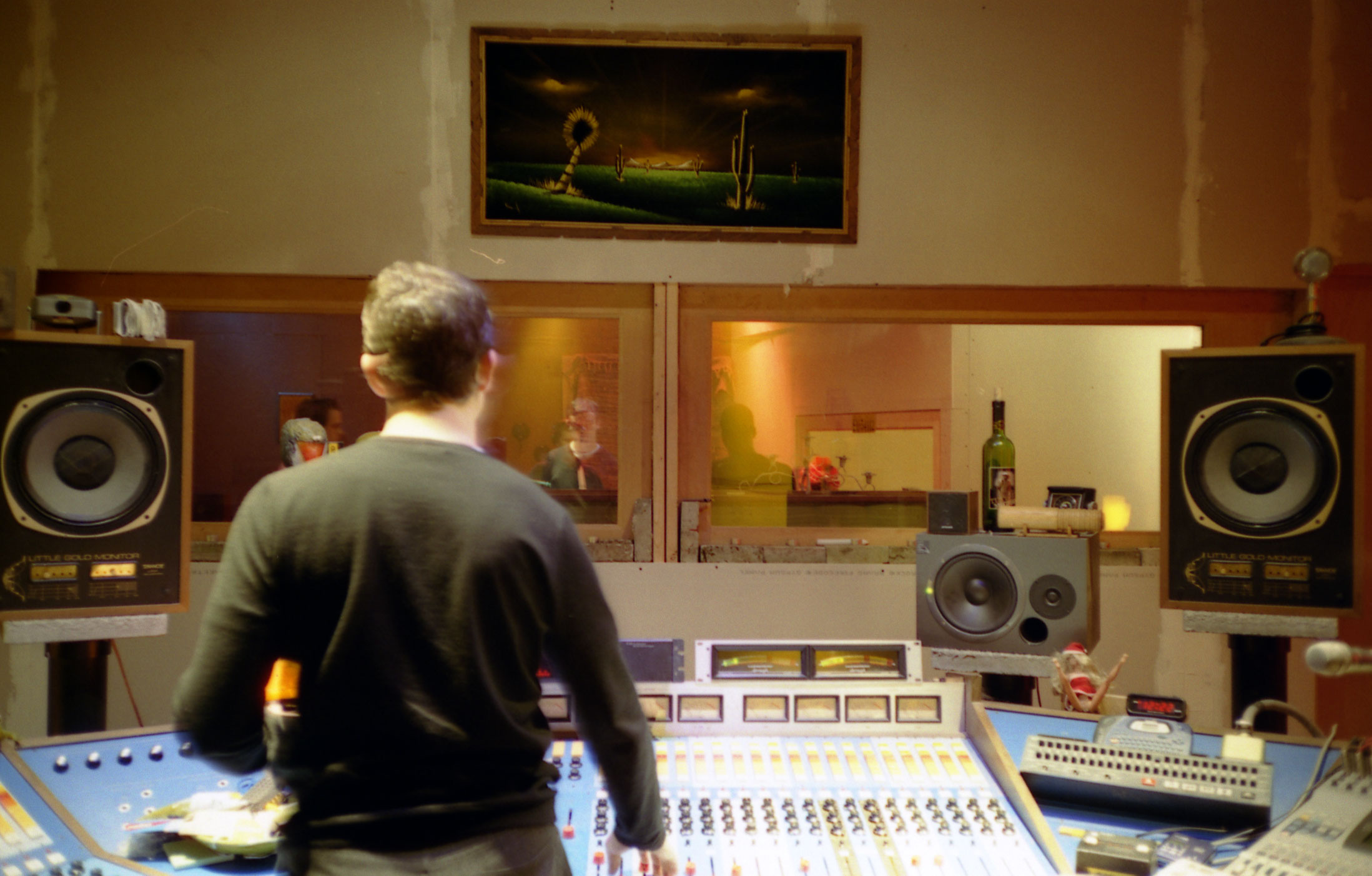
Regieraum eines Tonstudios mit Monitorlautsprechern und Mischpult

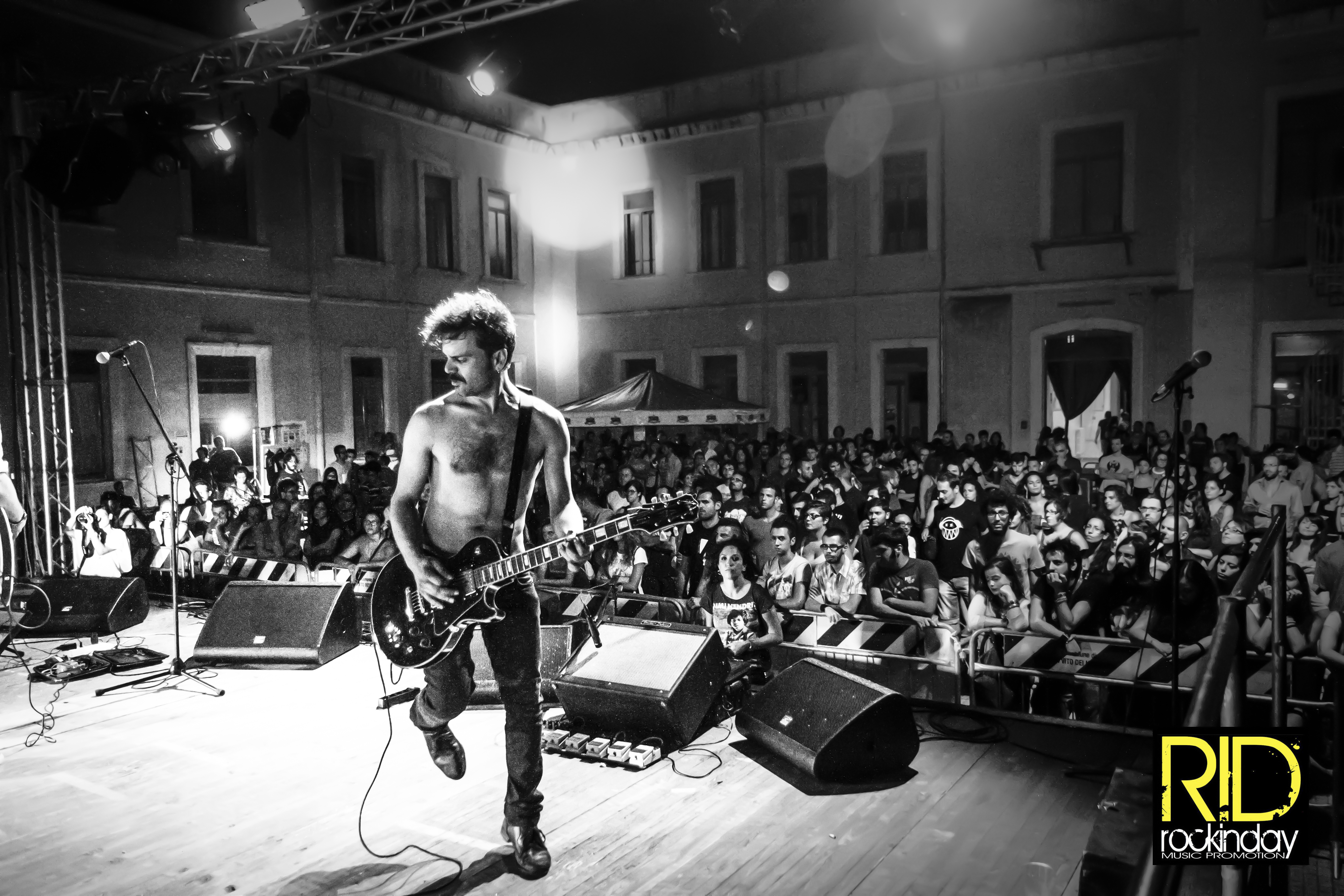
Monitorlautsprecher am vorderen Rand der Bühne bei einem Rockkonzert

Monitoring (englisch to monitor, überwachen, von lat. monere, ermahnen, warnen) bedeutet in der Tontechnik die Beschallung von Künstlern oder Tontechnikern. Bei Veranstaltungen mit Live-Musik gibt es meistens Monitorlautsprecher oder In-Ear-Monitoring zur Beschallung der Musiker auf der Bühne, da die PA-Anlage die Bühne gar nicht oder nicht ausreichend abdeckt. Das Monitoring dient Künstlern zur Kontrolle ihres eigenen Spielens, Gesangs oder Sprechens und bietet eine Orientierung an ihrem akustischen Umfeld. Im Tonstudio ermöglicht es außerdem die Kontrolle über das aufgenommene und bearbeitete Material; dazu kommen Studiomonitore zur Anwendung, welche sich (im Gegensatz zu HiFi-Boxen) durch eine besonders neutrale Wiedergabe auszeichnen.

## Monitoring auf der Bühne

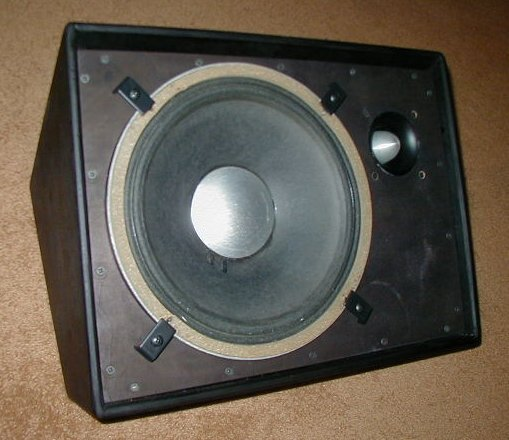
Monitorlautsprecher (Hornhochtöner mit 12"-Bassmitteltöner) für Bühnenanwendung

Ab einer bestimmten Bühnen- oder Saalgröße ist das Monitoring unerlässlich, da zum Beispiel von Sängern wegen der meistens hohen Lautstärken der Beschallungsanlage (PA) und der übrigen Instrumente (beispielsweise Schlagzeug) der Klang der eigenen Stimme kaum noch zufriedenstellend gehört werden kann.

### Lautsprecher
Meistens wird neben der regulären Beschallung des Publikums ein eigenes Beschallungssystem allein für den Bühnenraum eingerichtet („Monitoranlage“). Durch die Bühnenbeschallung erhalten die Musiker einen ähnlichen Höreindruck wie das Publikum und können so das Zusammenspiel besser koordinieren.
Um Rückkopplungseffekte zwischen Monitorlautsprechern und Gesangsmikrofonen zu minimieren, werden spezielle keilförmige Boxen verwendet, so genannte Wedges (englisch für Keil), die am Boden liegend unter den Mikros schräg von vorn zu den Musikern hinaufstrahlen.
Die Bedienung dieser Anlage erfolgt von einem eigenen Monitormischer, der hinter der PA-Anlage positioniert wird, um den Höreindruck auf der Bühne kontrollieren zu können, oder vom Haupt-Mischpult (FoH) aus. Beim Monitoring über Lautsprecher ist der Verzicht auf einen separaten Monitormixer nur eine Notlösung, die vor allem bei kleineren Veranstaltungen aus Kostengründen gewählt wird. Nachteilig ist die Notwendigkeit zweier Personen zum Einpegeln: Ein Techniker muss den Höreindruck auf der Bühne seinem Kollegen am Hauptpult mitteilen, der daraufhin die Gerätschaften bedient und sich die Veränderung wiederum schildern lassen muss. Diese langwierige Prozedur kann nur im Vorfeld während des Soundchecks erfolgen. Da während des Auftritts vor Publikum eine veränderte akustische Situation vorliegt, müssen die Musiker im Regelfall dennoch ihre Änderungswünsche „im laufenden Betrieb“ zum Beispiel durch Gesten an den FoH-Mixer übermitteln. Solche Störungen der Darbietung entfallen sowohl beim Monitormix (Anpassung und Kontrolle erfolgt fortlaufend durch ein und denselben Mitarbeiter), wie auch beim weiter unten erläuterten In-Ear-Monitoring, das vom Hauptpult gesteuert werden kann, da der Höreindruck über Ohrhörer ortsunabhängig ist.
Die klanglichen Anforderungen unterscheiden sich hierbei etwas von denen des Monitorings im Tonstudio, wo ein linearer Frequenzgang die Hauptanforderung ist. Beim Monitoring für Live-Konzerte müssen die Lautsprecher vor allem hohe Lautstärken verzerrungsfrei wiedergeben können. Ein linearer Frequenzgang ist für die Vermeidung von Rückkoppelungen jedoch auch hier wichtig. Zu deren Unterdrückung werden häufig für problematische Frequenzen (zum Beispiel aufgrund der Raumakustik bestehende Resonanzen) mittels eines Equalizers schmalbandig und steilflankig im Frequenzgang abgesenkt. Auch können hierzu spezielle Geräte, sogenannte Feedback-Destroyer eingesetzt werden.

### In-Ear-Monitoring

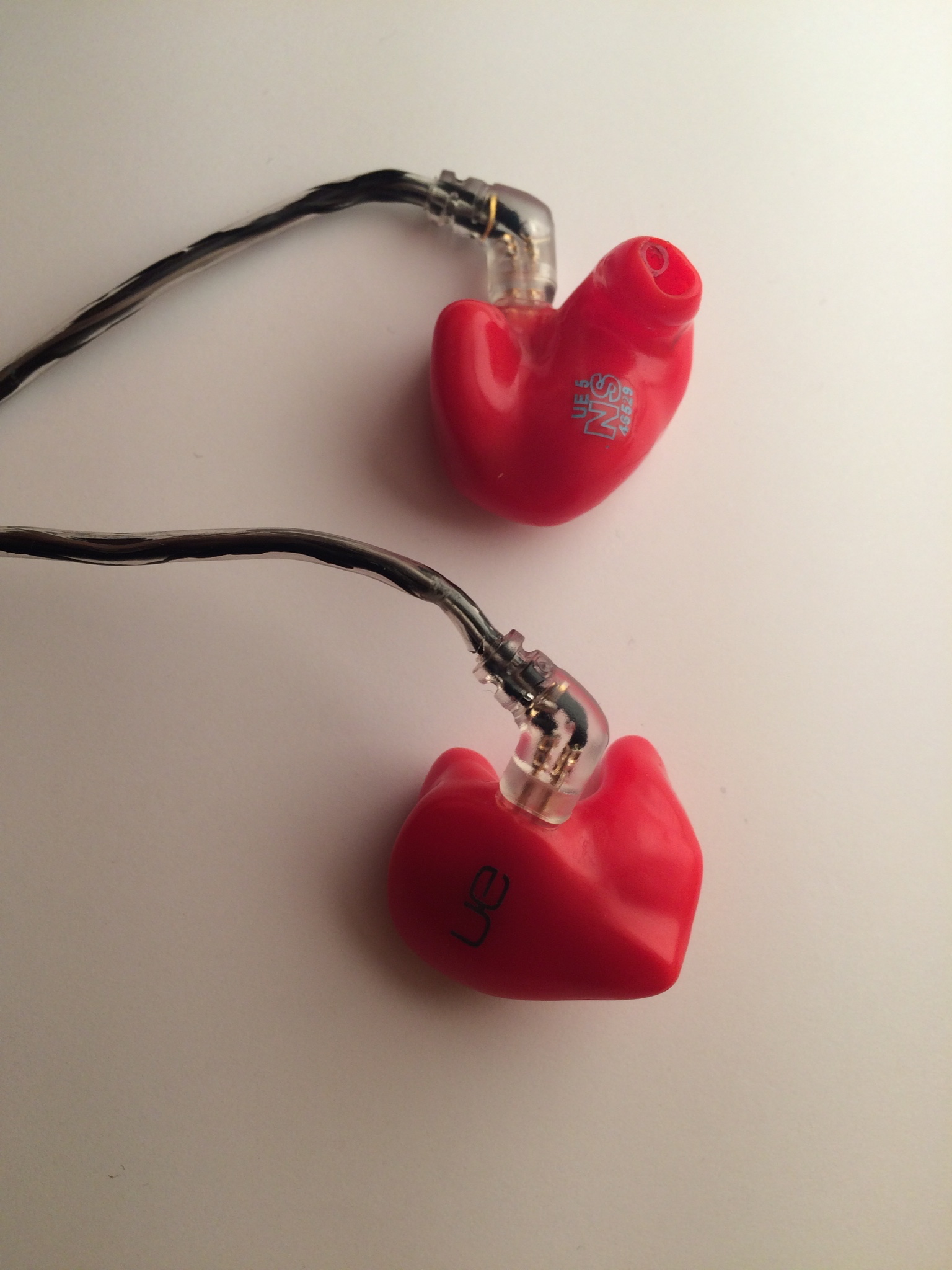
Ohrhörer für das In-Ear-Monitoring

Da die Verwendung von Bühnenlautsprechern eine schwierige Bedingung für Tontechniker und Musiker darstellt, geht man zunehmend zum Einsatz von Ohrhörern (In-Ear-Monitoring) über, die für das Publikum nicht direkt zu sehen sind. Hier treten – im Gegensatz zu den Bühnenlautsprechern – keine Rückkopplungen auf, die normalerweise entstehen würden, wenn zum Beispiel ein Mikrofon den verstärkten und über die Monitorlautsprecher wiedergegebenen Gesang eines Sängers erneut auffängt. Außerdem ist der Klangeindruck für die Musiker unabhängig von ihrem Standort auf der Bühne. Um den Künstlern freien Bewegungsraum zu ermöglichen, besteht die Verbindung zwischen Monitor-Mischer und Kopfhörer in der Regel über eine Funkverbindung. Für Musiker mit festem Standort auf der Bühne (beispielsweise Schlagzeuger oder Keyboarder) gibt es aber auch verkabelte Lösungen.
Vorteile des In-Ear-Monitorings sind:
- Der Höreindruck bleibt stets konstant, egal ob man sich im Proberaum oder auf einer Bühne befindet.
- Ein In-Ear-Set, das aus einer Sendestation und einem am Körper tragbaren Empfängergerät (Bodypack) besteht, ist wesentlich leichter zu transportieren als eine herkömmliche Monitorbox.
- Über ein In-Ear-Monitoring-System können Regieanweisungen (z. B. bei Fernsehübertragungen) gegeben werden, ohne dass die Zuschauer es merken.
- In-Ear-Monitoring ermöglicht es der Band, ein Metronom zu verwenden, ohne dass es die Zuschauer bemerken, da das Metronom (der Klick) nur auf den Kopfhörern der Künstler zu hören ist.
- Geringere Lärmbelastung für die Darsteller auf der Bühne.

Nachteile des In-Ear-Monitorings sind:
- Der veränderte Raumeindruck für die Musiker, da sich der Klangeindruck bei Bewegung oder Drehung seinerseits nicht verändert. Dies kann im Extremfall zu Orientierungsschwierigkeiten führen.
- In bestimmten Bereichen (Sänger, Sprecher, Blechbläser) kann der Klangeindruck aufgrund der Knochenleitung im Schädel verfälscht werden. Bei der Verwendung von hartem Plastik kann das Tragen zudem als unangenehm empfunden werden.
- Nur für eine bestimmte Zahl von Auftretenden sinnvoll; bei vielen Akteuren aufwendiger und erheblich teurer als Monitorboxen auf dem Boden.

## Monitoring im Studio
Im Studioeinsatz muss zwischen zwei Anwendungen unterschieden werden. Zum einen werden die Künstler während ihrer Darbietung mit einem passenden Tonsignal versorgt. Meist über Kopfhörer hören sie – je nach Notwendigkeiten – sich selbst, ein Metronom, die anderen Musiker bzw. einen Mix des schon bestehenden Arrangements (beim Overdubbing). Zum anderen wird das Benutzen der Abhöranlage (der Abhöre), über die der Tontechniker die Tonsignale bzw. den Mix begutachtet, ebenfalls als Monitoring bezeichnet. Bei einigen Mischpulten ist ein Ausgangssignal, das mit "Monitor" bezeichnet ist, aus diesem Grund identisch mit dem Kopfhörersignal und kann nicht  für das Mischen der Musiker- oder Bühnen-Monitor verwendet werden.  
Bei Studioaufnahmen spielt das optische Auftreten der Künstler keine Rolle, daher sind keine In-Ear-Monitore notwendig, sondern es werden, außer bei der Aufnahme von rein elektronischen Instrumenten, meistens geschlossene Kopfhörer verwendet. Damit wird
- bei gleichzeitiger Aufnahme aller Musiker eine Rückkopplung zwischen Monitorboxen und Mikrofonen vermieden bzw.
- beim Overdub-Recording (Aufnahme einzelner Musiker nacheinander) eine erneute Aufnahme des bereits aufgenommenen Materials aus den Monitoren über die Mikrofone vermieden, da dieses (z. B. wegen Phasenverschiebungen) zu unerwünschten klanglichen Ergebnissen führen kann.

### Anforderungen

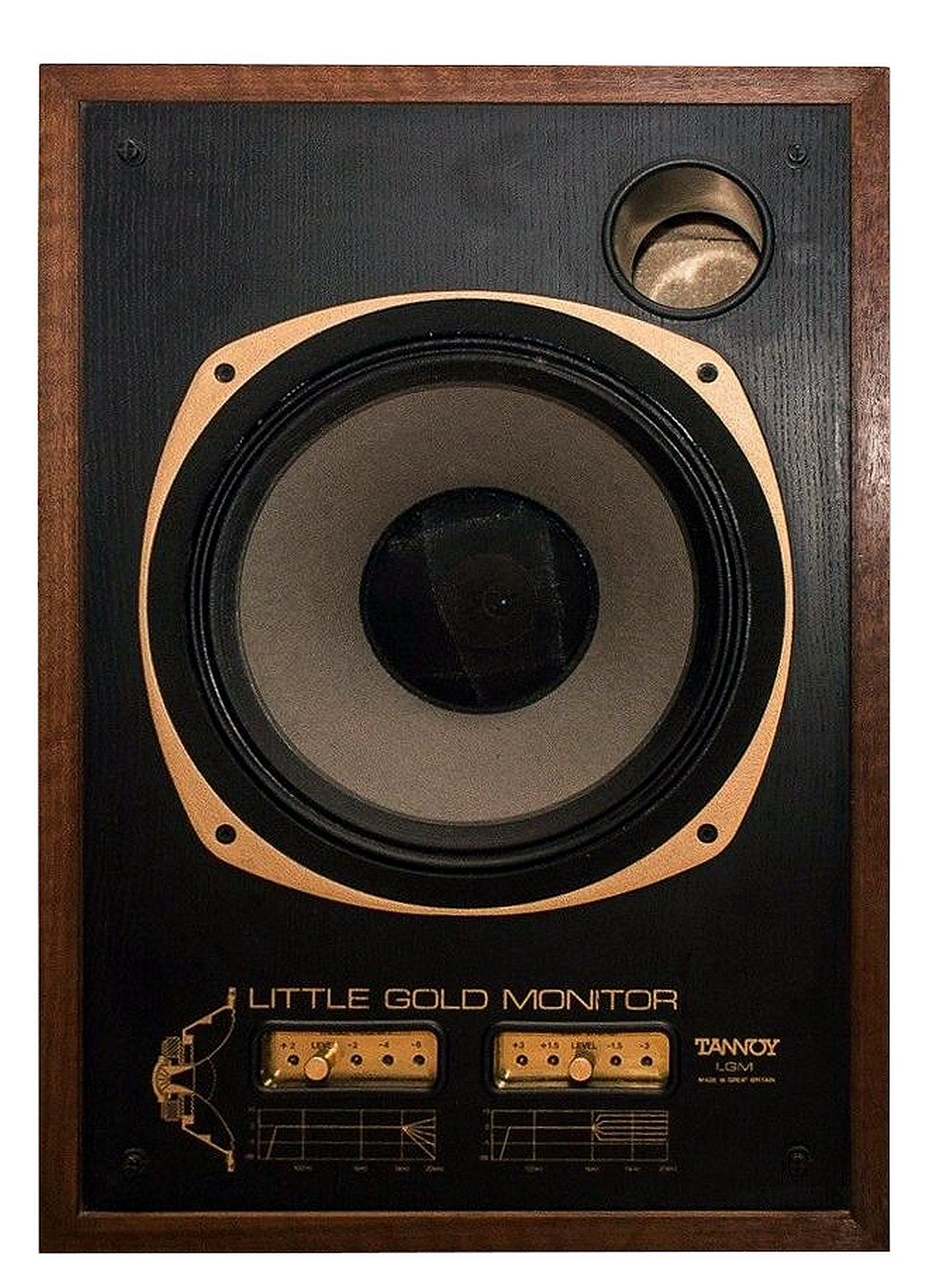
Eine Monitorbox von Tannoy von 1990. Es handelt sich um einen Zweiwege-Koaxiallautsprecher, bei dem der Hochtöner koaxial, d. h. in der Mitte des 30 cm großen Tieftöners angeordnet ist (Übernahmefrequenz 1400 Hz). Diese seltene und aufwändige Bauweise bietet klangliche Vorteile gegenüber der konventionellen Bauart mit nebeneinanderliegenden Treibern.

An das Monitoring werden im Tonstudio besondere Anforderungen gestellt. Dieses bedeutet zunächst einmal, das betreffende Audiosignal exakt so zu reproduzieren, wie Mikrofone, Verstärker oder andere Klangerzeuger es ausgeben. Bei handelsüblichen Hifi- bzw. Raumklanganlagen und manchen PA-Anlagen ist dies gar nicht der Fall, der Frequenzgang wird in unterschiedlicher Weise verzerrt. Die Klangabbildung ist somit für Studiozwecke nicht hinreichend äquivalent zum ursprünglichen Signal, es entsteht ein verfälschter Höreindruck. Daher werden im Tonstudio in der Regel spezialisierte, besonders unverfälscht und präzise wiedergebende Studiolautsprecher (auch: Monitorlautsprecher) eingesetzt.
Ein Mastering benötigt beispielsweise zwingendermaßen Monitorbeschallung als Referenzgrundlage. Man braucht eine Referenz beim Abmischen, eben durch die Tatsache, dass Musik auf sehr unterschiedlich klingenden Anlagen (und Räumen) gehört wird.

### Lautsprecher
Monitorlautsprecher sind spezielle Lautsprecher für Musiker oder Tontechniker, die zu Abhörzwecken genutzt werden und daher speziellen Qualitätskriterien unterliegen. Hierzu zählt vor allem der gewünschte lineare Frequenzgang zwecks einer referenzfähigen Klangabbildung. Eine signalgetreue Schallabbildung, die für das Soundmonitoring im Tonstudio unerlässlich ist, benötigt teures Equipment: die so genannten Studiomonitore. Ebenso nötig sind eine Optimierung (bzw. Minimierung) störender Raumresonanzen sowie ein intaktes und entsprechend geschultes Hörvermögen.
Lange Zeit waren Monitore des Typs NS-10M von Yamaha in Tonstudios weit verbreitet. Diese Lautsprecher „simulierten“ die limitierten Wiedergabebedingungen, wie sie auf Seiten des Endverbrauchers zu erwarten waren, recht aussagekräftig. Heute gibt es zahlreiche, teilweise spezialisierte Hersteller, wie zum Beispiel Klein und Hummel. Für Monitorboxen in Form von Kopfhörern gelten bis auf die Raumeinflüsse gleiche Kriterien, hier galt in der Szene beispielsweise der K 270/271/272 von AKG Acoustics als auch der Beyerdynamic DT 880 Pro als Referenz.

Die gewünschte Qualität der von einem Lautsprecher gewünschten Schallabstrahlung im Raum hängt weiterhin ab von:
- dem verwendeten Verstärker,
- der Art, der Schichtung und der Form des verwendeten Außen- und Innen-Materials (durch das materialeigene Resonanzenverhalten),
- entsprechend eingesetzten Schallwandlern (Treiber, Chassis), Frequenzweichen, Dämmstoffen und weiteren Einbauten,
- der Positionierung des Hörers und der Lautsprecher im Raum.